# Pikogan
Pikogan är ett reservat för algonkiner i provinsen Québec i Kanada. Det ligger i regionen Abitibi-Témiscamingue, i den sydöstra delen av landet, 400 km nordväst om huvudstaden Ottawa. Landarean är 1,0 kvadratkilometer.